# Joan Ainaud de Lasarte
Joan Ainaud de Lasarte   (Sarrià, 25 de març de 1919 - Barcelona, 5 de novembre de 1995) fou un historiador i crític d'art català.

## Biografia
Fill de Manuel Ainaud Sánchez, germà de Josep Maria Ainaud de Lasarte i net de Carme Karr. Es va casar amb Maria Assumpta Escudero i Ribot (1962), tingueren quatre fills: Joan-Francesc, Maria del Mar, Jordi i Josep. Està enterrat al cementiri del port de Llançà (Alt Empordà).
Estudià a la Mútua Escolar Blanquerna i a l'Institut-Escola de la Generalitat de Catalunya. A causa de la mort del seu pare quan ell tenia 13 anys, de seguida es posà a treballar (entre altres oficis com a topògraf). També formà part de Palestra (entitat catalanista) i del moviment escolta català, introduït per Josep Maria Batista i Roca a través de Minyons de Muntanya i posteriorment dirigit per mossèn Antoni Batlle i Mestre. Fou reclutat durant la Guerra Civil espanyola pel XVIII Cos de l'Exèrcit Popular de la República; quan acabà la guerra, fou empresonat i enviat a un camp de concentració a Betanzos (Galícia), d'on pogué sortir al cap d'un temps, però molt malalt i debilitat, i posteriorment hagué de fer el servei militar. Estudià per lliure Filosofia i Lletres a la Universitat de Barcelona. Es doctorà en història a Madrid l'any 1955.
El 1941 va començar a treballar a la Junta de Museus de Barcelona, i l'any següent va iniciar la seva col·laboració amb l'Institut Amatller d'Art Hispànic. Fou director del Museu Nacional d'Art de Catalunya i director general dels Museus d'Art de Barcelona (1948-1985), president de l'Institut d'Estudis Catalans (1978-1982); membre de la Reial Acadèmia Catalana de Belles Arts de Sant Jordi, de la Reial Acadèmia de Bones Lletres de Barcelona, de l'Académie des beaux-arts belga, de la Societat Catalana d'Estudis Litúrgics i del Consell Internacional de Museus (ICOM), corresponent de la Real Academia de Bellas Artes de San Fernando i de la Real Academia de la Historia, així com president del Patronat de l'Institut Amatller d'Art Hispànic. Dirigí el programa del Corpus dels Vitralls Medievals de la Unió Acadèmica Internacional, a la qual pertanyia. També fou nomenat pel Parlament de Catalunya com a vicepresident de la Junta de Museus. Fou membre de la Junta Consultiva d'Òmnium Cultural.
Fou comissari de nombroses exposicions, entre les quals destaquen "Catalunya, la fàbrica d'Espanya" (1985) o la "Gran Exposició d'Art Romànic" (1961) al Palau Nacional, patrocinada pel Consell d'Europa, el catàleg de la qual és un llibre de referència de l'art romànic a Catalunya i altres llocs d'Europa. Va remodelar i ampliar les col·leccions del MNAC, les quals projectà traslladar al monestir de Pedralbes, a causa del pèssim estat del Palau Nacional. Intervingué en la creació de noves infraestructures culturals, com el Museu de Ceràmica (1961), el Museu Picasso de Barcelona o la Fundació Miró, i donà impuls a la Biblioteca dels Museus d'Art. Va ser professor de la Universitat Autònoma de Barcelona (1968-1978), on va esdevenir un dels fundadors del departament d'Història de l'Art. Fou deixeble d'Agustí Duran i Sanpere i de Ferran Soldevila als Estudis Universitaris Catalans, i col·laborador de Josep Gudiol a l'Institut Amatller.
Amb formació d'historiador, el seu mètode es basava en una prodigiosa memòria fotogràfica i el coneixement de les dades d'arxiu, però ho combinava amb una intel·ligent tasca deductiva de caràcter estilístic. Home de coneixements enciclopèdics, fou especialista en art medieval —romànic i gòtic— i del Renaixement a Catalunya, però també va fer aportacions importants a l'art contemporani, especialment a la figura de Pablo Picasso. Fou referent principal en Art a Catalunya, col·laborant en la recuperació i la recerca de fons per a la preservació del patrimoni artístic arreu dels Països Catalans. Va fer nombrosos viatges arreu del món (Estats Units, Xina, Argentina, Regne Unit, França, Itàlia, URSS…) per donar a conèixer diferents aspectes de l'art català.
És autor de nombrosos llibres, assajos i articles, principalment sobre art romànic, gòtic i ceràmica, però també va abordar altres períodes i artistes com Casas, Fortuny, Nonell, Xavier Nogués, Caravaggio, Picasso i Miró, ja que sempre va tenir una visió globalitzadora de l'art. Publicà els Anales y Boletín de los Museos de Arte de Barcelona. És autor, entre altres obres, de "Jaume Huguet" (1955), "Tossa" (1957), "Un segle de vida catalana" (1960), "Pinturas españolas románicas" (1962), "Cerámica" (dins de la col·lecció "Ars Hispaniae"), la guia d'Art Romànic del MNAC (1973), "La Pintura Catalana" (tres volums, 1989-91; Premi al llibre millor editat de l'any atorgat pel ministeri de Cultura; Premi al llibre millor editat de l'any atorgat pel Gremi d'Editors de Catalunya; Premi Nacional d'Arts Plàstiques de Catalunya a l'autor), i de les obres col·lectives "L'art català" (1958), "Un segle de vida catalana" (1960), amb Josep Gudiol i Frederic-Pau Verrié i Faget d'"El catàleg monumental de Barcelona" (1947), i "Els vitralls medievals de l'església de Santa Maria del Mar" amb Joan Vila-Grau i Maria Assumpta Escudero i Ribot (Premi Crítica Serra d'Or de Recerca, 1986). La seva bibliografia completa està recollida al primer dels dos volums de la "Miscel·lània en homenatge a Joan Ainaud de Lasarte" (Publicacions de l'Abadia de Montserrat, 1998 i 1999).
Rebé la Creu de Sant Jordi de la Generalitat de Catalunya (1982), la Medalla d'Or de Belles Arts del Ministeri de Cultura espanyol (1982), la Medalla d'Or de la Ciutat de Barcelona al mèrit científic (acord del Consell Plenari del 30 d'abril de 1993, per la seva dedicació a l'estudi de l'Art de Catalunya en les seves facetes d'investigador, docent i organitzador d'institucions culturals a Barcelona) i el Premi d'Honor Jaume I (avui Premi Lluís Carulla, 1994, juntament amb el seu germà, "perquè ambdós, en forma admirablement indestriable encara que actuant en camps diferenciats, són models de fidelitat a Catalunya i de rigor acadèmic, dues virtuts que han posat i que posen des de fa molts anys al servei de la història i de l'art català i de les institucions del país, amb generosa disponibilitat personal i lucidesa intel·lectual, fins a haver esdevingut punts de referència ètica i social imprescindibles per a les joves generacions de catalans conscients i compromesos"), entre altres distincions, incloses de foranes.